# 温昇豪
温昇豪（1978年2月22日—），是臺灣模特兒及演員。
2006年，他以於公視《危險心靈》之演出，開始為人所知。2008年，温昇豪演出於客家電視台《大將徐傍興》，並以該演出入圍第43屆金鐘獎戲劇節目男主角獎獎項。2009年，温昇豪以於偶像劇《敗犬女王》之演出（飾男配角宋允浩角色）廣為人知，並以該演出入圍第44屆金鐘獎戲劇節目男配角獎獎項。2010年，温昇豪以於三立《那一年的幸福時光》之演出（飾江陳博角色），入圍第45屆金鐘獎戲劇節目男主角獎獎項。2011年，温昇豪擔演偶像劇《犀利人妻》男主角溫瑞凡角色，演出表現再度廣受大眾關注，並入圍第46屆金鐘獎戲劇節目男主角獎獎項，同時成為當時首位連續四年入圍金鐘獎獎項者。2019年，温昇豪以於《我們與惡的距離》之演出（飾劉昭國角色），獲頒第54屆金鐘獎戲劇節目男配角獎獎項。
此外， 在2009年1月至4月間，温昇豪曾是網際網路搜尋引擎Yahoo!奇摩搜尋上，當時知名人物中被搜尋總次數排名第九者。

## 早年
温昇豪出生於高雄市，成長於臺北縣三重市（現新北市三重區），是客家人。畢業於松山工農機械科、世新大學傳播管理學系。生長在開放教育的家庭，爸爸是穿著皮衣、皮靴、騎BMW重機、養德國狼犬的總務主任，媽媽則在旅行社團工作。温昇豪就學期間曾參加天生名模電視節目，高職畢業後，因立志成為政治線記者，報考了世新大學傳播管理學系。大一時參加了由《Men's Uno》舉辦的第二屆模特兒大賽並獲得最上鏡頭獎，入圍之後被送到凱渥經紀公司接受專業的訓練，開始擔任業餘的雜誌模特兒，並開始接拍廣告CF；大三那一年，發現自己喜歡表演工作，於是決定將演戲當成一輩子的職業，2006年因演出公視《危險心靈》而首次受矚目。

## 演藝經歷
温昇豪對傳播相關的幕前幕後工作都非常有興趣，大學時期除了在中影工讀當導演助理，也接拍了大約四十餘支廣告片工作，經常在電視螢幕上曝光，讓人印象較深的包括與Motorola手機廣告、ASAHI啤酒形象廣告等。進入演藝圈不久後，與簡翎（簡愷樂）在Yoyo選拔賽各得到冠、亞軍，但最後沒有簽約。温昇豪在工作上經歷過多次低潮期，更經歷過臨時接到通知換角。當兵退伍後曾與朋友合資開燒肉餐廳，因經營不善而結束營業；結束餐廳工作之後，温昇豪進入東森S台，接下旅遊報導節目《全球玩家》的主持工作。
入行多年，温昇豪當過模特兒、主持過節目、拍過MV，也參與過不少電視及電影的演出，卻始終沒有受到太多關注，一直到了2006年才以《危險心靈》裡的「詹老師」而展露頭角。劇中温昇豪所飾演的王牌數學老師「詹朝威」，教育風格嚴厲認真，深受家長的歡迎，後與學生及學生家長於教學理念上發生衝突，逕而發展出一場又一場的對抗活動。當時《危險心靈》導演易智言試鏡多次仍找不到擔任「詹老師」理想的人選，因緣際會之下在電視上看到温昇豪主持的《全球玩家》，立刻跟劇組人員指定要找他，讓温昇豪得到試鏡機會並接演「詹老師」一角。温昇豪表示與易智言導演的合作讓自己受益不少，易導更是他在戲劇路上的恩人。
2008年，温昇豪演出電影《一八九五》（又名《一八九五乙未》）「吳湯興」；他曾表示演過這麼多角色，他自認電影《一八九五》中的抗日英雄「吳湯興」和自己最像。電影裡頭除展現精湛的演技，還有令人驚艷的語言上的天份。其實温昇豪是客家人，但不會說客家話，拍戲時除了必須兼顧表演上的瑣事，還得克服語言上的困難。電影上映之後獲得廣大迴響，成為2009年國片票房冠軍。
2009年，温昇豪以《敗犬女王》裡深情的「學長」一角大受歡迎，甚至引發「學長派」（温昇豪 飾）與「小草莓派」（阮經天 飾）兩派粉絲叫陣，更以該劇入圍第44屆電視金鐘獎戲劇節目最佳男配角；温昇豪恰如其分詮釋「學長」宋允浩這個角色，其劇中深情、默默付出的形象博得眾多女性注目。同年，温昇豪接拍《那一年的幸福時光》，劇中傻氣又土氣的「江陳博」改變了大家對他在前部劇敗犬中深情帥氣學長的印象，開拓多變的戲路，並再次以「江陳博」一角入圍第45屆電視金鐘獎戲劇節目最佳男主角。
2010年，《犀利人妻》裡的劈腿人夫「溫瑞凡」同樣引起關注，並造成話題。該劇不僅締造高收視率，完結篇甚至創下9.45％高收視率（收視總人口約394萬7千人），在臺灣廣告收益高達1.44億元，海外賣埠也傳佳績，並售出日、中、港、澳、星馬、北美、印尼、越南、柬埔寨等地的播映權。劇中不少經典用語及臺詞也隨者高收視率成為時下的流行用語，其中以「我回不去了」最為人所使用，引發「人妻」熱潮。此劇亦於2011年登上日本BS電視臺，日本劇名為《結婚って、幸せですか》（結婚真的幸福嗎？）。2011年，接拍電影《候鳥來的季節》，温昇豪飾演一個過於專注候鳥育雛工作的鳥類專家。
2012年1月，挾著電視劇《犀利人妻》的超高人氣，導演王珮華宣布以原班人馬開拍電影版《犀利人妻最終回：幸福男·不難》，電影於2012年8月17日上映，在臺上映首日票房表現亮眼，並在9天內累積破億的票房。除了在臺灣締造破億票房，也瞄準亞洲其他市場，導演王珮華率領演員隋棠、温昇豪親赴電影海外上映第一站的新加坡宣傳，造成當地轟動。
除了主持及演戲之外，温昇豪亦跨足寫作領域，於2010年出版了影像書《遇見真實的剎那：温昇豪北海道文字影像書》。2012年2月更參與了舞臺劇《瘋狂偶像劇》的演出，該劇係全民大劇團推出第四號作品，由王牌製作人王偉忠及蘇麗媚監製、謝念祖編導、温昇豪及賴雅妍主演，一連13場的首檔演出，票房成績亮眼，並於同年6月再度加演。
2013年轉戰歌壇，個人首張EP《James Wen 温昇豪》於3月22日正式發行。首波主打歌《何苦》特別邀請林夕和Christopher Chak量身打造。這首歌也在其主演的偶像劇《金大花的華麗冒險》作為指定插曲。

## 個人生活
2013年4月12日，女儿温詠晴（小晴天）出生，6月10日，與交往19年的女友小君登記结婚。

## 演出作品

### 劇集
| 年 度 | 播出頻道                | 劇 名               | 飾 演        |
| ----- | ----------------------- | ------------------- | ------------ |
| 2001  | 華視、東森戲劇台        | 貧窮貴公子          | 伊藤律師     |
| 2005  | 公視                    | 數字拼圖NUMBERS     | 王建國       |
| 2006  | 客家電視台              | 幸福派出所          | 張國恩       |
| 2006  | 公視                    | 寂寞的遊戲          | 援交男       |
| 2006  | 公視                    | 危險心靈 (電視劇)   | 詹朝威       |
| 2007  | 公視                    | 網路情書            | 倦鳥         |
| 2007  | 公視                    | 移民天堂            | 邱木勝       |
| 2007  | 公視                    | 亂世豪門            | 王文傑       |
| 2007  | 客家電視台              | 美味滿樓            | 許天良       |
| 2008  | 客家電視台              | 大將徐傍興          | 徐傍興       |
| 2008  | 客家電視台              | 彩色寧靜海          | 潘朝森       |
| 2008  | 公視                    | 腳踏車的祝福        | 吳永昇       |
| 2009  | 台視、三立都會台        | 敗犬女王            | 宋允浩       |
| 2009  | 台視、三立都會台        | 比賽開始            | 班長(客串)   |
| 2009  | 台視、三立都會台        | 那一年的幸福時光    | 江陳博       |
| 2009  | 台視、三立都會台        | 下一站，幸福        | 梁允中(客串) |
| 2010  | 客家電視台              | 源                  | 吳謚安       |
| 2010  | 台視、三立都會台        | 偷心大聖PS男        | 孟成恩       |
| 2010  | 台視、三立都會台        | 犀利人妻            | 溫瑞凡       |
| 2010  | 公視                    | 死神少女            | 杜驥         |
| 2010  | 新傳媒U頻道             | 小孩.狗             | 林浩天       |
| 2011  | 八大、華視              | 為愛固執            | 林禹昕       |
| 2011  | 安徽衛視、深圳衛視      | 愛情睡醒了          | 仇岩         |
| 2011  | 台視、三立都會台        | 小資女孩向前衝      | 余承風       |
| 2011  | 中視、壹電視            | 真的漢子            | 喪狗         |
| 2012  | 台視、三立都會台        | 我們發財了          | 江宇豪       |
| 2013  | 台視、三立都會台        | 金大花的華麗冒險    | 林冠軍       |
| 2014  | TVBS歡樂台              | 愛情來的時候        | 李子豪       |
| 2014  | 江蘇衛視                | 濤女郎              | 袁平         |
| 2014  | 三立都會台、東森綜合台  | 22K夢想高飛         | 梁晉德(客串) |
| 2015  | 浙江衛視                | 如果愛可以重來      | 汪诚         |
| 2015  | 浙江衛視                | 聊齋新編－恒娘      | 狄倫         |
| 2015  | 星和視界都會台          | 星月传奇            | 陈坤华       |
| 2015  | 江蘇衛視                | 媽媽像花兒一樣      | 嚴俊         |
| 2016  | 中天娛樂台              | 回魂                | 雷以傑       |
| 2016  | 搜狐視頻                | 親愛的，公主病      | 鄭孟熙‬       |
| 2017  | YouTube、KKTV、CHOCO TV | 私室                | 陳富宇       |
| 2017  | 湖南衛視                | 進擊吧，閃電        | 趙震宇       |
| 2017  | 搜狐視頻                | 端腦 (網絡劇)       | 薜鑫         |
| 2018  | 愛奇藝                  | 熱血高校            | 古夏         |
| 2018  | 公視                    | 雙城故事            | 鄧天明       |
| 2019  | 公視                    | 我們與惡的距離      | 劉昭國       |
| 2019  | 華視、中天綜合台        | 最佳利益            | 趙立廷       |
| 2019  | 華視                    | 俗女養成記          | 江顯榮       |
| 2019  | 愛奇藝                  | 從前有座靈劍山      | 海天闊       |
| 2020  | TVBS歡樂台、愛奇藝      | 墜愛                | 白思禮       |
| 2020  | 愛奇藝                  | 天醒之路            | 文歌成       |
| 2021  | 央視八套                | 斗羅大陸            | 菊鬥羅       |
| 2021  | 公視                    | 火神的眼淚          | 邱漢成       |
| 2021  | 華視                    | 俗女養成記2         | 江顯榮       |
| 2021  | 緯來電影台              | 逆局                | 蘇中恆       |
| 2021  | 台視、myVideo           | 2049－刺蝟法則      | 歐文         |
| 2021  | 公視、客家電視台        | 茶金                | 劉坤凱       |
| 2021  | Netflix                 | 華燈初上            | 羅立農       |
| 2023  | 三立都會台、TVBS歡樂台  | 親愛壞蛋            | 莊俊傑       |
| 2023  | 公視、八大戲劇台        | 最佳利益2－決戰利益 | 趙立廷       |
| 2023  | 公視、八大戲劇台        | 最佳利益3－最終利益 | 趙立廷       |
| 2023  | 中視                    | 開創者              | 江永信       |
| 2024  | 大愛電視台              | 打怪任務            | 趙有誠       |
| 2024  | 三立都會台              | 誰殺了她            | 張雅各       |
| 2024  | 東森戲劇台、MyVideo     | X！又是星期一       | 陳浩南       |
| 2025  | 公視                    | 化外之醫            | 王奎智       |
| 2025  | 公視、CATCHPLAY+        | 我們與惡的距離 II   | 劉昭國       |
| 2025  | 永生密碼一九七          |                     |              |
| 2025  | 聰明鎮                  |                     |              |
| 2025  | TVBS歡樂台              | 整形過後            | 江浩宇       |
| 2025  | 公視台語台              | 大仙尪仔            |              |
| 待播  | 中國大陸                | 一見不傾心          | 程山         |

### 電影
| 上映年份 | 電影名稱                    | 飾演     | 導演           |
| 2006年   | 單車上路                    | 吳永昇   | 李志薔         |
| 2007年   | 最遙遠的距離                |          | 林靖傑         |
| 2007年   | 互動式裝置                  | 李華     | 李少哲         |
| 2007年   | 夏天的尾巴                  | 小偉父   | 鄭文堂         |
| 2008年   | 一八九五                    | 吳湯興   | 洪智育         |
| 2008年   | Hotel 66                    |          | 陳哲藝         |
| 2009年   | 一席之地                    | 孫總     | 樓一安         |
| 2009年   | 妳在對我眨眼睛嗎？          | 涂爸爸   | 林子平         |
| 2010年   | 眼淚                        | 老郭兒子 | 鄭文堂         |
| 2010年   | 獵豔                        | 偷情男   | 卓立           |
| 2011年   | 雞排英雄                    | Chris    | 葉天倫         |
| 2012年   | 候鳥來的季節                | 林家民   | 蔡銀娟、李志薔 |
| 2012年   | 犀利人妻最終回：幸福男·不難 | 溫瑞凡   | 王珮華         |
| 2012年   | 變羊記                      | 張東霖   | 左世強         |
| 2012年   | 點亮愛                      | Jason    | 葉天倫         |
| 2017年   | 魚腸劍                      | 大俠     | 王毓雅         |
| 2017年   | 金城檔案                    | 鄭軒轅   | 高力強         |
| 2019年   | 親愛的新年好                | 陳年     |                |
| 2020年   | 練愛iNG                     | 温昇豪   | 阿KEN          |
| 2022年   | 夢遊樂園                    | 吳台生   | 賴國安         |
| 2023年   | 我和我的賽車老爸            | 周大隆   | 張書瑋         |
| 2023年   | 老狐狸                      | 成年廖界 | 蕭雅全         |

### 微電影
| 年份   | 片名           | 備註                     |
| ------ | -------------- | ------------------------ |
| 2020年 | 《牽手篇》     | 客家委員會短片           |
| 2024年 | 《我做了個夢》 | 第11屆桃園電影節宣傳短片 |

### 網路劇
- 2009  為愛發電 飾演 李樂
- 2010  清蜜星體驗 飾演 林平
- 2013  久戀不婚 飾演 胡承奇
- 2016  親愛的，公主病 飾演 鄭孟熙

### MV
- 2002 劉德華《結婚進行曲》
- 2008 五月天《如煙》
- 2010 中國娃娃《亮晶晶》
- 2013 温昇豪《何苦》
- 2014 傅又宣《情時多雨》
- 2017 蔡妍《事過境遷》
- 2018 小男孩樂團《Never The Point》
- 2019 郁可唯《路過人間》
- 2022 彭佳慧《玫瑰花香》

### 舞台劇
- 2010  潘美辰2010亞洲巡迴歌舞演唱會
- 2012-2019《瘋狂偶像劇》

## 音樂作品

### EP
| 專輯 # | 專輯資料                                             | 曲目                            |
| 1st    | 《首張個人EP》 - 發行日期：2013年3月8日 - 語言：國語 | 1. 何苦 2. 入戲太深 3. 向我走來 |

### 單曲
| 專輯 # | 專輯資料                                              | 曲目          |
| 1st    | 《我不夠愛你》 - 發行日期：2015年4月10日 - 語言：國語 | 1. 我不夠愛你 |

## 主持作品
- 《全球玩家》 東森S台 主持人
- 生活密碼《世界e把罩》 中華電信大電視MOD 主持人
- 《神秘五金行》 衛視中文台
- 《廚師的迫降：客家廚房》 Hakka TV
- 《戀愛重修中》 三立都會台

## 出版作品

### 書籍
| 出版日期 | 書名                                   | 出版社                   | ISBN               |
| -------- | -------------------------------------- | ------------------------ | ------------------ |
| 2010年   | 遇見真實的剎那：温昇豪北海道文字影像書 | 凱特文化創意股份有限公司 | ISBN 9789866606755 |

## 獎項紀錄
| 年份   | 獲提名               | 獎項                         | 結果 |
| ------ | -------------------- | ---------------------------- | ---- |
| 2008年 | 《大將徐傍興》       | 第43屆金鐘獎戲劇節目男主角獎 | 提名 |
| 2009年 | 《敗犬女王》         | 第44屆金鐘獎戲劇節目男配角獎 | 提名 |
| 2010年 | 《那一年的幸福時光》 | 第45屆金鐘獎戲劇節目男主角獎 | 提名 |
| 2011年 | 《犀利人妻》         | 第46屆金鐘獎戲劇節目男主角獎 | 提名 |
| 2012年 |                      | 華劇大賞最佳華流明星獎       | 獲獎 |
| 2016年 | 《星月傳奇》         | 國際艾美獎最佳男主角獎       | 提名 |
| 2019年 | 《雙城故事》         | 第54屆金鐘獎戲劇節目男主角獎 | 提名 |
| 2019年 | 《我們與惡的距離》   | 第54屆金鐘獎戲劇節目男配角獎 | 獲獎 |
| 2022年 | 《夢遊樂園》         | 第24屆台北電影獎最佳男主角獎 | 提名 |
| 2022年 | 《茶金》             | 第57屆金鐘獎戲劇節目男主角獎 | 提名 |

## 外部連結
- 温昇豪的Facebook專頁
- 温昇豪的Instagram專頁 （页面存档备份，存于）
- 温昇豪的新浪微博
- YouTube上的温昇豪頻道
- YouTube上的昇豪回來啦頻道
- 温昇豪在互联网电影资料库（IMDb）上的資料（英文）
- 温昇豪在香港影庫上的簡介
- 温昇豪在时光网上的簡介（简体中文）
- 温昇豪在豆瓣上的资料（简体中文）